# Robert N’Diaye
Robert N’Diaye (ur. 3 lutego 1942) – senegalski zapaśnik walczący w obu stylach. Dwukrotny olimpijczyk. Odpadł w eliminacjach w Monachium 1972 i Montrealu 1976. Startował w kategorii do 100 kg.
Złoty medalista mistrzostw Afryki w 1969 i srebrny w 1971 roku.

## Letnie Igrzyska Olimpijskie 1972
| Konkurencja       | Rundy eliminacyjne    | Rundy eliminacyjne      | Klas. końcowa |
| Konkurencja       | Przeciwnik I          | Przeciwnik II           | Miejsce       |
| ----------------- | --------------------- | ----------------------- | ------------- |
| 100 kg styl wolny | Enache Panait (ROU) P | Abolfazl Anwari (IRI) P | 2 runda.      |

## Letnie Igrzyska Olimpijskie 1976
| Konkurencja           | Rundy eliminacyjne    | Rundy eliminacyjne         | Klas. końcowa |
| Konkurencja           | Przeciwnik I          | Przeciwnik II              | Miejsce       |
| --------------------- | --------------------- | -------------------------- | ------------- |
| 100 kg styl klasyczny | József Farkas (HUN) P | Nicolae Martinescu (ROU) P | 2 runda.      |
| 100 kg styl wolny     | Daniel Verník (ARG) P | Petr Drozda (TCH) P        | 2 runda.      |